# Ostaće okrugli trag na mestu šatre
Ostaće okrugli trag na mestu šatre je kompilacijski dvojni album novosadskega kantavtorja Đorđeta Balaševića. Izšel je pri slovenski glasbeni založbi Hard Rock Shop leta 2002.
Naslov je verz iz pesmi »Odlazi cirkus« z istoimenskega albuma. Album vsebuje trideset že izdanih pesmi, od katerih jih je bilo sedemnajst, pretežno starejših, na novo aranžiranih in posnetih. Nekaterim pesmim je Balašević spremenil besedilo in nekaterim naslove, pesmi s predhodnega albuma Dnevnik starog momka na primer nosijo svoja alternativna imena.
Album naj bi bil prvi del trilogije, ki jo je Balašević načrtoval, vendar njen drugi in tretji del nista nikoli nastala.

## Seznam skladb
Avtor vseh skladb in besedil je Đorđe Balašević.

### CD 1
| Št. | Naslov                                | Izvorno izdano na                       | Dolžina |
| --- | ------------------------------------- | --------------------------------------- | ------- |
| 1.  | „Priča o V. Ladačkom‟                 | Odlazi cirkus                           | 6:35    |
| 2.  | „Poslednja nevesta‟                   | Naposletku...                           | 5:15    |
| 3.  | „Čovek za kog se udala Buba Erdeljan‟ | Marim ja...                             | 5:50    |
| 4.  | „Miholjsko leto‟                      | Naposletku...                           | 4:51    |
| 5.  | „Princezo, javi se...‟                | Dnevnik starog momka                    | 5:00    |
| 6.  | „Provincijalka‟                       | Jedan od onih života...                 | 4:48    |
| 7.  | „Marina‟                              | zbirka singlov Panonski mornar          | 3:28    |
| 8.  | „Na Bogojavljensku noć‟               | Dnevnik starog momka                    | 4:49    |
| 9.  | „Sin jedinac‟                         | Naposletku...                           | 4:47    |
| 10. | „Život je more‟                       | singel Oprosti mi, Katrin/Život je more | 3:25    |
| 11. | „Ja luzer?‟                           | Jedan od onih života...                 | 4:27    |
| 12. | „Kao talas...‟                        | Devedesete                              | 4:45    |
| 13. | „O, kako tužnih ljubavi ima?‟         | Odlazi cirkus                           | 4:26    |
| 14. | „Lunjo...‟                            | Celovečernji the Kid                    | 4:23    |
| 15. | „Uspavanka za dečaka‟                 | Naposletku...                           | 4:17    |

### CD 2
| Št. | Naslov                            | Izvorno izdano na                                | Dolžina |
| --- | --------------------------------- | ------------------------------------------------ | ------- |
| 1.  | „Marim ja‟                        | Marim ja...                                      | 4:19    |
| 2.  | „Živeti slobodno‟                 | Devedesete                                       | 5:20    |
| 3.  | „Ne volim januar‟                 | Bezdan                                           | 4:32    |
| 4.  | „Neki novi klinci‟                | Mojoj mami, umesto maturske slike u izlogu       | 4:20    |
| 5.  | „Balkanski tango‟                 | Devedesete                                       | 6:25    |
| 6.  | „Stih na asfaltu‟                 | Devedesete                                       | 4:12    |
| 7.  | „Još jedna pesma o prvoj ljubavi‟ | singel Kristifore, crni sine.../Moja prva ljubav | 3:55    |
| 8.  | „Jednom su sadili lipu...‟        | Panta Rei...                                     | 5:00    |
| 9.  | „Namćor‟                          | Naposletku...                                    | 5:34    |
| 10. | „Noć kad je Tisa nadošla‟         | Dnevnik starog momka                             | 4:25    |
| 11. | „Olelole‟                         | Marim ja...                                      | 4:15    |
| 12. | „Pile moje, kako stvari stoje...‟ | Pub                                              | 3:11    |
| 13. | „Protina kći‟                     | Pub                                              | 4:16    |
| 14. | „Za treću smenu‟                  | Pub                                              | 4:55    |
| 15. | „Ostaje mi to što se volimo‟      | Odlazi cirkus                                    | 6:16    |